# Vozrozhdeniye
Albums de Arkona
Rus (Русь)
(2001) Lepta (Лепта)
(2004)
Vozrozhdeniye (en russe Возрождение, en français Renaissance) est le premier album du groupe russe de folk metal Arkona. Il est sorti le 20 avril 2004, chez Sound Age Production.

## Liste des titres
1. Kolyada (Chants de Noël) - 6:56
2. Maslenitsa (Chandeleur) - 2:51
3. K Domu Svaroga (To the house of Svarog, (En allant) Vers la maison de Svarog) - 5:21
4. Chiornye Vorony (Black Ravens, Corbeaux noirs) - 6:05
5. Vozrozhdeniye (Revival, Renaissance) - 4:15
6. Rus' (Rus' Khaganate, La Rus') - 06:34
7. Bratye Slavyane (Brother Slavs, Frères slaves) - 4:53
8. Solntsevorot (Solstice) - 3:37
9. Pod Mechami (Under the Swords, Sous les épées) - 5:12
10. Po Zverinym Tropam (On Animals' Paths, Sur les sentiers des animaux) - 3:37
11. Zalozhnyy (Hostage, Otage) - 4:10
12. Zov Predkov (Call of the Ancestors, L'appel des ancêtres) - 5:02

### Liste des titres originale (en russe)
1. Коляда
2. Масленица
3. К дому Сварога
4. Черные вороны
5. Возрождение
6. Русь
7. Брате славяне
8. Солнцеворот
9. Под мечами...
10. По звериным тропам...
11. Заложный
12. Зов предков

## Crédits
- Masha Scream - voix, claviers
- Alexei Lesyar Agafonov - voix (titres 3, 4, 9)
- Sergei Lazar - guitares
- Ruslan Kniaz - basse
- Vlad Artist - batterie